# Coppa Sabatini 2021
La 69e édition  de la Coppa Sabatini est une course UCI ProSeries 2021 de catégorie 1.Pro disputée le 16 septembre 2021 autour de Peccioli en Italie sur une distance de 210,8 km. 

## Présentation

### Équipes
| WorldTeams (7)- UAE Team Emirates - Astana-Premier Tech - Bahrain Victorious - EF Education-Nippo - Intermarché-Wanty-Gobert Matériaux - Movistar Team - Ineos Grenadiers ProTeams (8)- Androni Giocattoli-Sidermec - Bardiani CSF Faizanè - Eolo-Kometa - Euskaltel-Euskadi - Gazprom-RusVelo - TotalEnergies - Vini Zabù - Burgos-BH Équipes continentales (2)- D'Amico UM Tools - Mg.k Vis VPM Équipe nationale- Italie |
| |

### Classement général
| \| Classement général \| Classement général \| Classement général \| Classement général \| Classement général \| \| Coureur \| Coureur \| Pays \| Équipe \| Temps \| \| ------------------ \| ------------------ \| ------------------ \| ---------------------------------- \| ------------------ \| \| 1er \| Michael Valgren \| Danemark \| EF Education-Nippo \| 5 h 14 min 20 s \| \| 2e \| Sonny Colbrelli \| Italie \| Bahrain Victorious \| + 3 s \| \| 3e \| Mathieu Burgaudeau \| France \| TotalEnergies \| + 6 s \| \| 4e \| Filippo Baroncini \| Italie \| Italie \| + 9 s \| \| 5e \| Lorenzo Rota \| Italie \| Intermarché-Wanty-Gobert Matériaux \| + 11 s \| \| 6e \| Neilson Powless \| États-Unis \| EF Education-Nippo \| + 17 s \| \| 7e \| Gianni Moscon \| Italie \| Ineos Grenadiers \| + 33 s \| \| 8e \| Antonio Pedrero \| Espagne \| Movistar Team \| + 40 s \| \| 9e \| Ander Okamika \| Espagne \| Burgos-BH \| + 1 min 25 s \| \| 10e \| Ruben Guerreiro \| Portugal \| EF Education-Nippo \| + 1 min 31 s \| |                    |            |                                    |                 |
| |                    |            |                                    |                 |
| Source : ProCyclingStats |                    |            |                                    |                 |
| Classement général |                    |            |                                    |                 |
| Coureur | Coureur            | Pays       | Équipe                             | Temps           |
| 1er | Michael Valgren    | Danemark   | EF Education-Nippo                 | 5 h 14 min 20 s |
| 2e | Sonny Colbrelli    | Italie     | Bahrain Victorious                 | + 3 s           |
| 3e | Mathieu Burgaudeau | France     | TotalEnergies                      | + 6 s           |
| 4e | Filippo Baroncini  | Italie     | Italie                             | + 9 s           |
| 5e | Lorenzo Rota       | Italie     | Intermarché-Wanty-Gobert Matériaux | + 11 s          |
| 6e | Neilson Powless    | États-Unis | EF Education-Nippo                 | + 17 s          |
| 7e | Gianni Moscon      | Italie     | Ineos Grenadiers                   | + 33 s          |
| 8e | Antonio Pedrero    | Espagne    | Movistar Team                      | + 40 s          |
| 9e | Ander Okamika      | Espagne    | Burgos-BH                          | + 1 min 25 s    |
| 10e | Ruben Guerreiro    | Portugal   | EF Education-Nippo                 | + 1 min 31 s    |